# Iberideae
Iberideae es una tribu de plantas pertenecientes a la familia Brassicaceae. El género tipo es Iberis L.

## Géneros
- Iberis L.
- Teesdalia W. T. Aiton
- Teesdaliopsis (Willk.) Rothm. = Teesdalia W. T. Aiton